# Arnold Köttgen
Arnold Köttgen (* 22. September 1902 in Bonn; † 10. Februar 1967 in Göttingen) war ein deutscher Rechtswissenschaftler und Hochschullehrer.

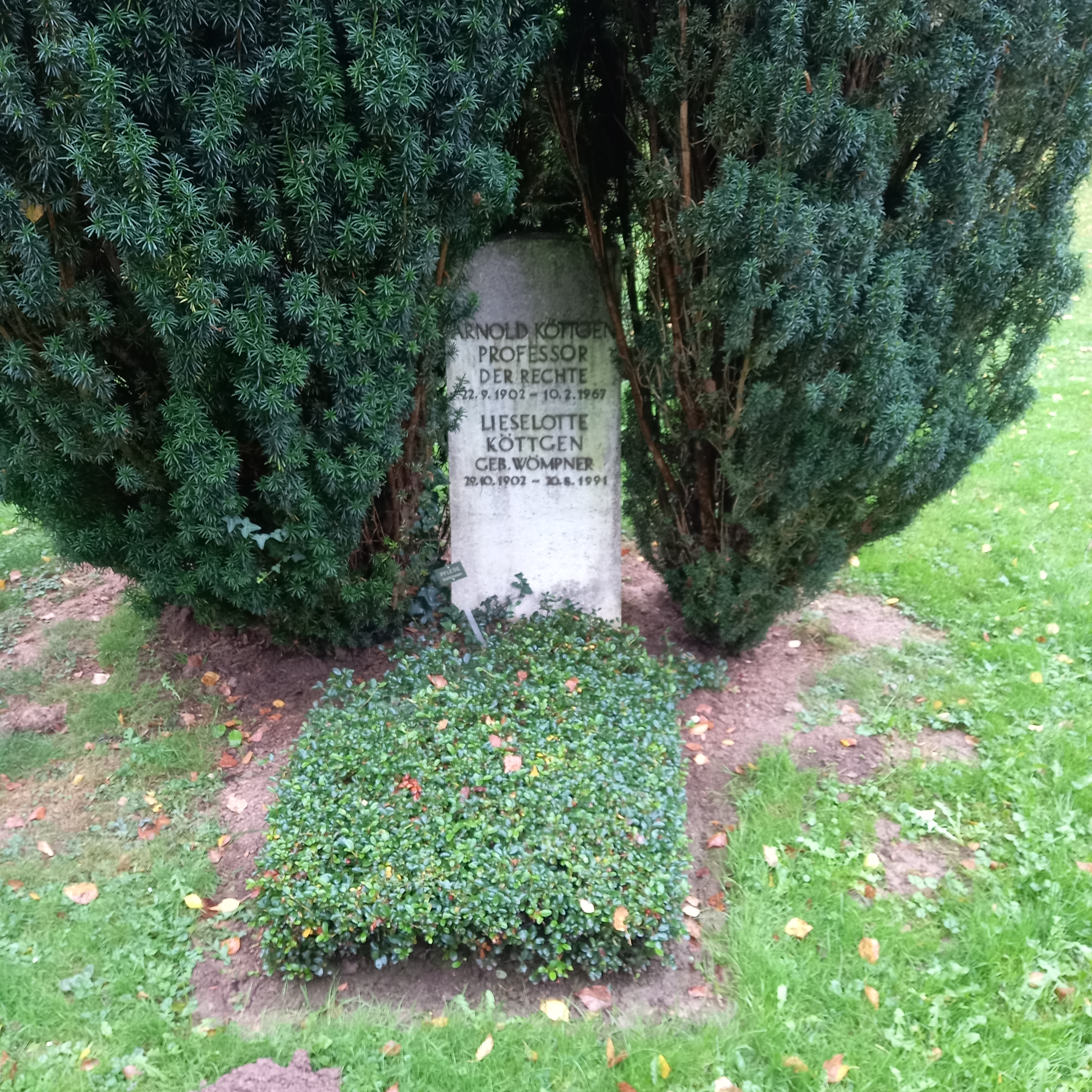
Das Grab von Arnold Köttgen und seiner Ehefrau Lieselotte geborene Wömpner auf dem Stadtfriedhof Göttingen

## Leben
Köttgen studierte Rechtswissenschaften in Marburg, Graz, München und zuletzt in Jena. In Jena promovierte er 1924. Er habilitierte sich 1928 bei Otto Koellreutter, woraufhin er 1931 als ordentlicher Professor an die Universität Greifswald berufen wurde. Köttgen trat erst nach Beginn des Zweiten Weltkrieges der NSDAP bei und meldete sich im Oktober 1939 freiwillig bei der preußischen Zivilverwaltung Oberschlesiens. Er wurde Generalpolizeidezernent im Regierungspräsidium Kattowitz und war an der lokalen „Entjudungs-“ und „Germanisierungspolitik“ beteiligt. Nach Kriegsende geriet er für drei Jahre in sowjetische Kriegsgefangenschaft. Seine akademische Laufbahn setzte er 1949 mit einer Gastdozentur in Köln fort, wechselte jedoch im Anschluss als Referent in das Bundesinnenministerium und 1951 an die Hochschule für Verwaltungswissenschaften Speyer. 1952 wurde er als Nachfolger Rudolf Smends Ordinarius in Göttingen. Dort lehrte er bis zu seinem Tod im Jahr 1967.
Wissenschaftliche Wirkung hatten u. a. seine Überlegungen zum Anstaltsrecht, die er in seinem Aufsatz Verwaltungsrecht der öffentlichen Anstalt festhielt und mit denen er sich ausdrücklich von Otto Mayer abgrenzte.

## Schriften (Auswahl)
- Das deutsche Berufsbeamtentum und die parlamentarische Demokratie, 1928.
- Die erwerbswirtschaftliche Betätigung der öffentlichen Hand und das öffentliche Recht, 1928.
- Verwaltungsrecht der öffentlichen Anstalt, VVDStRL 6 (1929), S. 105–158.
- Deutsches Universitätsrecht, Tübingen 1933.
- Der Weg zur Deutschen Einheit, 1937.
- Die rechtsfähige Verwaltungseinheit, 1939.
- Deutsche Verwaltung, Dritte Auflage, 1944.
- Die Gemeinde und der Bundesgesetzgeber, 1957.
- Der heutige Spielraum kommunaler Wirtschaftsförderung, 1963.
- Die Fondsverwaltung in der Bundesrepublik, 1965.
- Kommunale Selbstverwaltung zwischen Krise und Reform, 1968.